# خواکین دیسنتا
خواکین دیسنتا بندیکتو (به اسپانیایی: Joaquín Dicenta؛ ۱۸۶۲–۱۹۱۷) روزنامه‌نگار، رمان‌نویس، نمایشنامه نویس، شاعر و سیاستمدار جمهوری‌خواه اسپانیایی بود. در سال ۱۸۹۵ نمایشنامه‌ای به نام «خوان خوزه» نوشت که در روز اول ماه مه منتشر شد  و در میان سال‌های ۱۸۹۵ و ۱۹۳۹ دومین اثر مهم اسپانیا محسوب می‌شد. 